# Psilomerus albifrons
Psilomerus albifrons är en skalbaggsart som beskrevs av Aurivillius 1924. Psilomerus albifrons ingår i släktet Psilomerus och familjen långhorningar.
Artens utbredningsområde är Brunei. Inga underarter finns listade i Catalogue of Life.